# Rudy Gunawan
Rudy Gunawan (Solo, 31 dicembre 1966) è un ex giocatore di badminton indonesiano.

## Palmarès

### Olimpiadi
- 1 medaglia:
  - 1 argento (Barcellona 1992 nel doppio)

### Mondiali
- 1 medaglia:
  - 1 oro (Birmingham 1993 nel doppio)

### Coppa del Mondo
- 3 medaglie:
  - 3 ori (Giacarta 1990 nel doppio misto; Macao 1991 nel doppio misto; Canton 1992 nel doppio misto)

### All England
- 2 medaglie:
  - 2 ori (Londra 1992 nel doppio; Londra 1994 nel doppio)

### Grand Prix
- 3 medaglie:
  - 2 ori (Bali 1990 nel doppio; Kuala Lumpur 1993 nel doppio)
  - 1 argento (Bangkok 1994 nel doppio)

### Thomas Cup
- 5 medaglie:
  - 2 ori (Giacarta 1994 nel doppio; Hong Kong 1996 nel doppio)
  - 1 argento (Kuala Lumpur 1992 nel doppio)
  - 2 bronzi (Kuala Lumpur 1988 nel doppio; Tokyo 1990 nel doppio)

### Sudirman Cup
- 1 medaglia:
  - 1 oro (Giacarta 1989)